# Susanne Linke
Susanne Linke (19 de junio de 1944) es una coreógrafa y bailarina alemana, internacionalmente reconocida como una de las mayores innovadoras de la danza teatro, junto con Pina Bausch y Reinhild Hoffmann.

## Familia
Susanne Linke nació en Lüneburg, Alemania, de Heinz Linke y Rosi Linke-Schäfer (nacida Peschko). Un desorden en las capacidades del habla y la escucha retrasaron su desarrollo. El pianista alemán Sebastian Peschko es su tío.

## Carrera
Susanne Linke empezó a estudiar danza a la edad de veinte años, cuando fue a Berlín a tomar lecciones en el estudio de Mary Wigman. Tres años más tarde se mudó a Essen para estudiar danza en la Folkwang Hochschule fundada por Kurt Jooss. En 1970, se convirtió en bailarina de la compañía de danza de la escuela Folkwang Tanzstudio, bajo la dirección de Pina Bausch. Durante el periodo de 1970 a 1973, bailó con el Rotterdam Dance Center. En 1975, Linke y Reinhild Hoffmann tomaron el liderazgo del Folkwang Tanzstudio de Bausch.
Susanne Linke ha coreografiado piezas de danza desde 1970, haciéndose reconocida por su estilo intenso, austero, y neoexpresionista. Dos de sus piezas de 1975 —Danse funèbre y Trop Trad— le otorgaron diversos premios. Otros trabajos de 1970 y 1980 incluyen Puppe? (1975), Die Nächste bitte (1978), Im Bade wannen (1980), Wowerwiewas (1980), Flut (1981), Frauenballett (1981), Es schwant (1982), y Wir können nicht alle nur Schwäne sein (1982). Su primer trabajo largo se basó en Las bacantes de Eurípides. Su primer gran ballet Schritte verfolgen (1985), trata sobre sus problemas en la infancia y sobre el desarrollo de una bailarina.
Desde 1980, Linke ha participado en los festivales internacionales de danza más importantes, a menudo bailando sus propios solos. Su carrera de solista internacional ha sido significativamente apoyada por el Goethe-Institut. En 1985, abandonó la dirección del Folkwang Dance Studio y empezó a crear como coreógrafa independiente, trabajando para reconocidas compañías como la de José Limón en Nueva York, la Ópera de París y el Nederlands Dans Theater.
En 1987, Linke mostró su versión propia de cuatro solos construidos a partir del ciclo de películas de 1962 de Dore Hoyer Afectos humanos. El ciclo estaba dedicado a los temas de la vanidad, la lujuria, el miedo y el amor. Linke añade un quinto tema, Dolor, como confrontación y homenaje a Hoyer, a quién Linke admiraba y conocía por sus días estudiantiles en Essen. Continúo con dos trabajos más: Affekte (1988) y Affekte/Gelb (1990), que extendió los temas básicos de Afectos Humanos a través de una relación entre dos personas. Linke bailó estos dúos con su pareja Urs Dietrich.
En el comienzo de los noventa  fundó la Company Susanne Linke en el Hebbel-Theater de Berlín. En 1994, cofundó con Urs Dietrich una compañía de danza en el Bremer Theater en Bremen y continúa dirigiendo esta compañía hasta 2000. En 2001 cofundó un centro coreográfico en Essen, el Choreographisches Zentrum Essen, y se convirtió en su directora artística. Desde entonces, ha trabajado como coreógrafa y bailarina independiente.

## Premios
En 2007, la Asociación Profesional alemana para la Educación de la Danza dio a Linke el prestigioso premio de danza alemán en honor a su vida dedicada a la danza. En 2008, fue reconocida con la Orden de las Artes y las Letras de Francia. Desde 2010 ha sido profesora honoraria en la Folkwang Universität de Essen.